# Долуд, Андрей Данилович
Андрей Данилович Долуд (укр. Андрій Данилович Долуд; 15 октября 1893, Плетеный Ташлык — 6 сентября 1976, Куритиба) — российский и украинский военный деятель, генерал-хорунжий Армии УНР в эмиграции; начальник сектора внешней разведки украинского отдела РОА.

## Биография
По одним данным, родился в Плетеном Ташлыке (Елисаветградский уезд, Херсонская губерния), по другим — в Туркестане. Окончил юридический факультет Киевского университета им. Святого Владимира и школу прапорщиков. Во время Первой мировой войны воевал на Юго-Западном фронте под Тарнополем. В 1917—1918 годах — член Украинской Центральной Рады, поручик РИА, член Украинской социал-демократической рабочей партии.
Долуд участвовал как солдат Украинской галицкой армии в польско-украинской войне. 13 ноября 1918 года он командовал казачьим отрядом имени Ивана Гонты, сформированного из надднепрянских украинцев, который прибыл на помощь Украинской галицкой армии во Львов. С конца 1918 года командовал 10-й Яновской бригадой УГА, которая отметилась в Вовчуховской операции 1919 года и Чортковском наступлении 1919 года против польских войск. С декабря 1919 по май 1920 годов — начальник штаба Армии УНР во время Первого зимнего похода. Помогал польской армии как командир 5-й Херсонской стрелковой дивизии УНР во время советско-польской войны. Интернирован с дивизией в сентябре 1920 года около Подволочиска.
В 1921 году Долуд уехал в Бразилию. Во время Второй мировой войны он формально командовал Украинской освободительной армией, подчинявшейся непосредственно вермахту. Командовал 651-м восточным батальоном снабжения вермахта, который вошёл в состав 2-й дивизии Украинской национальной армии, также подчинявшейся вермахту, а также был частью Украинского Вольного Казачества. В 1944 году — член Казачьего штаба РОА генерала А.Г.Шкуро, имел звание полковника РОА, руководил сектором внешней разведки украинского отдела РОА. Предполагается, что был также главой парашютно-егерской бригады «Группа B», входившей в истребительное соединение СС «Восток». С полковником Дацкивым организовывал лагерь для украинцев в Ульме.
После окончания войны Долуд окончательно уехал в Бразилию. Скончался 6 сентября 1976 года в Куритибе, где и был похоронен.